# Волпони (Козенца)
Волпони је насеље у Италији у округу Козенца, региону Калабрија.
Према процени из 2011. у насељу је живело 219 становника. Насеље се налази на надморској висини од 858 м.